# Feuermal
Das Feuermal (Naevus flammeus) ist eine gutartige Hautveränderung, die eine dunkelrote bis rötlich-violette Farbe annimmt, weswegen sie umgangssprachlich auch oft als Portweinfleck bezeichnet wird. Dies rührt aus dem Englischen her, wo das Feuermal tatsächlich port-wine stain heißt.

## Herkunft
Das Feuermal beruht auf einer angeborenen Fehlbildung. Die feinen Blutgefäße, die unterhalb der Oberhaut verlaufen, sind vermehrt und erweitert, was durch die Blutfüllung der Gefäße die rötliche Färbung bedingt. Meist sind venöse Gefäße betroffen. In den meisten Fällen entsteht das Feuermal vor oder kurz nach der Geburt und es kommt später nicht mehr zu weiterem Wachstum. Vermutlich infolge vermehrter Durchblutung tritt oftmals auch eine gutartige Weichteil- und Knochenwucherung auf, die manchmal sehr ausgeprägt sein kann.
In einer DNA-Sequenzierungs-Studie zeigte sich in 92 % der untersuchten Biopsien aus einem Feuermal eine somatische Mosaik-Mutation mit Austausch eines Basenpaares (Einzelnukleotid-Polymorphismus: c.548G→A, p.Arg183Gln auf Chromosom 9q21) im Gen GNAQ, das das Protein Gαq codiert, ein Protein der q-Klasse der G-Protein-α-Untereinheiten, das zur intrazellulären Signalweiterleitung von G-Protein-gekoppelten Rezeptoren auf weitere Effektorproteine dient. Das Arginin an Stelle 138 ist in allen zwanzig menschlichen G-Protein-α-Untereinheiten konserviert. Es liegt in der GTP-Bindungstasche und spielt in der GTP-Hydrolyse eine wichtige Rolle. Durch die Mutation wird die GTPase-Aktivität reduziert und es resultiert eine erhöhte GTP-Signalaktivität.
Ähnliche aktivierende somatische GNAQ-Mutationen wurden auch bei blauen Naevi und beim Naevus Ota gefunden. Finden sich melanozytische Naevi an gleicher Stelle wie ein Feuermal, handelt es sich um eine Phakomatosis pigmento-vascularis, die ursprünglich in Assoziation mit dem Sturge-Weber-Syndrom beschrieben wurde, bei dem wiederum meist auch eine aktivierende somatische GNAQ-Mutation vorliegt.

## Häufigkeit
Ein ausgedehntes Feuermal kommt bei etwa 0,2–0,3 % aller Neugeborenen vor. Im Gegensatz dazu ist die kleine Variante, der sogenannte Storchenbiss, mit 60 bis 70 % deutlich häufiger. Das Feuermal ist die häufigste Gefäßfehlbildung bei Kindern.

## Aussehen und Lokalisation

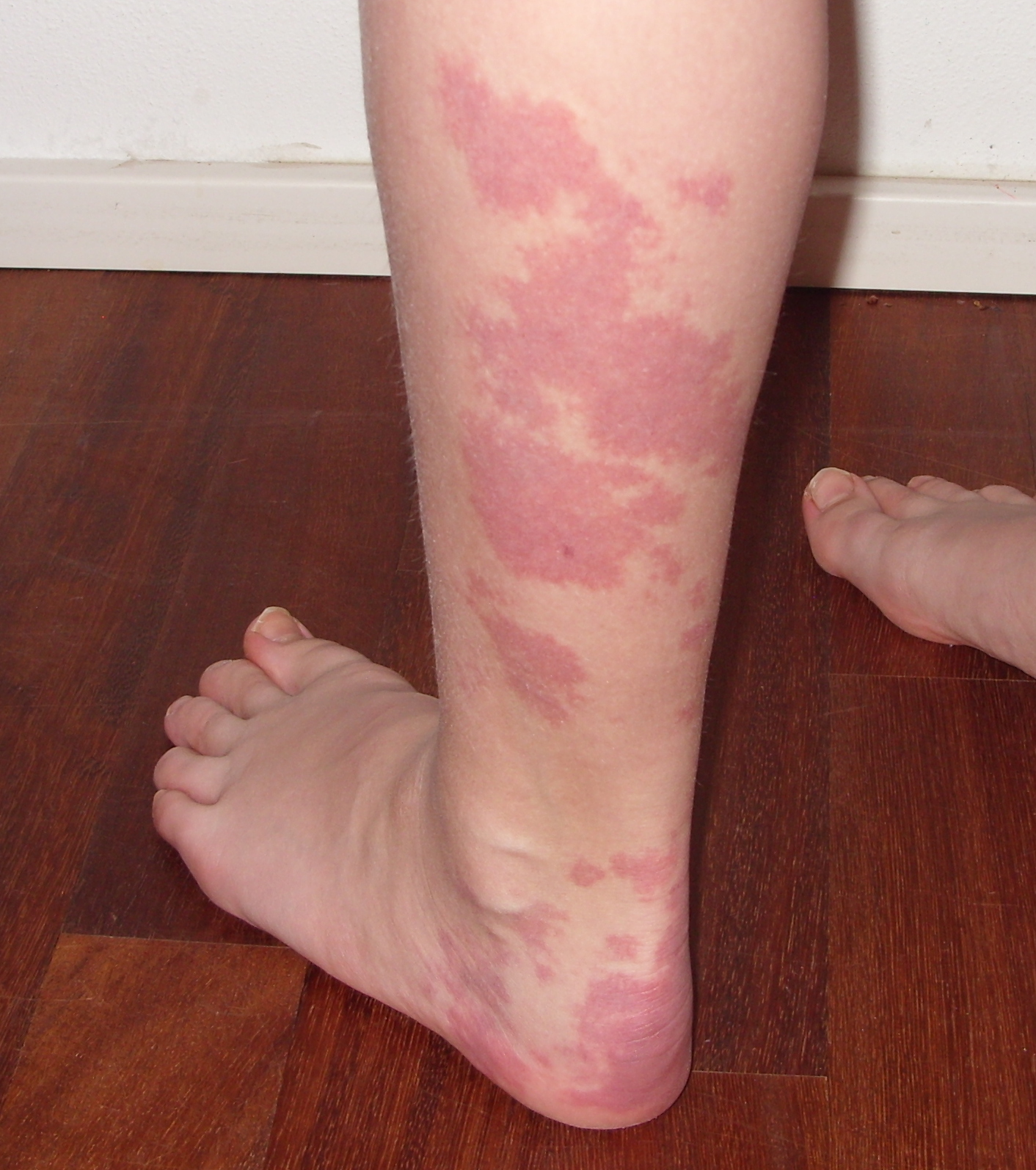
Feuermal am Bein eines Kindes

Das Feuermal ist entweder von Geburt an vorhanden oder entwickelt sich im frühen Kindesalter. Es tritt meist einzeln auf; mehrere Flecken können aber auch zusammenfließen. Die Größe ist unterschiedlich: Die Flecken können klein sein oder auch ganze Körperpartien überdecken. Besonders häufig kommt das Feuermal im Gesicht, im Nacken oder an der Stirn vor.
Im Gegensatz zum Storchenbiss bildet sich ein Feuermal in der Regel nicht zurück, sondern wird im Erwachsenenalter eher dunkler. Im Verlauf können sich im Bereich des Mals kleine Knötchen (24 %) und Verdickungen (11 %) bilden.

## Therapie
Während eine rein kosmetische Überdeckung des Feuermals häufig aufwändig ist und selten zu einem zufriedenstellenden Ergebnis führt, gibt es auch die Möglichkeit einer Lasertherapie. Heutzutage wird zu diesem Zweck ein sogenannter Blitzlampen-gepumpter Farbstofflaser (Flashlamp pumped dye laser, FPDL)  verwendet. Vernarbungen sind bei diesem Verfahren selten. Eine solche Behandlung kann über mehrere Jahre gehen. Insgesamt sind bis zu zehn Sitzungen nötig, zwischen denen für die Heilung etwa zwei Monate pausiert werden sollte.
Zurzeit wird erforscht, ob die zusätzliche Gabe von Medikamenten zur Lasertherapie das Therapieergebnis verbessern könnte.

## Syndrome
Das Feuermal kann in einigen Fällen Hinweis auf eine andere Krankheit sein. Bis zu 30 Syndrome konnten bis jetzt mit dem Auftreten eines Feuermals in Verbindung gebracht werden:
- Beim Sturge-Weber-Syndrom können auch Augen, Hirnhäute und Gehirn beteiligt sein. Betroffene Kinder können an epileptischen Anfällen, Glaukomen und geistiger Retardierung leiden. Befindet sich ein Feuermal im Gesicht, so beträgt das Risiko eines Sturge-Weber-Syndrom bei 6 %. Liegt das Feuermal im Innervationsbereich des ersten Trigeminusastes, des Nervus ophthalmicus, steigt das Risiko auf 26 %.

- Das Klippel-Trénaunay-Weber-Syndrom ist ein Syndrom, das mit partiellem Riesenwuchs des Rumpfs oder der Extremitäten einhergeht. Zudem kann es ursächlich Fehlbildungen des tiefen Blut- und Lymphgefäßsystems geben.

- Das Maffucci-Syndrom geht ebenfalls mit ausgedehnten Gefäßfehlbildungen einher. Zudem treten viele gutartige Knochentumore auf (Enchondromatose).

## Berühmte Personen

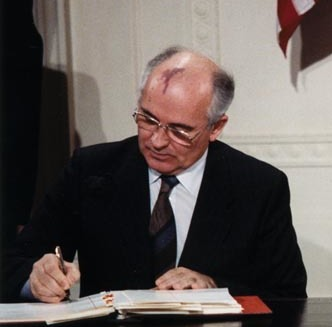
Michail Gorbatschow

- Michail Gorbatschow gehörte zu den bekanntesten Persönlichkeiten, die ein Feuermal trugen.
- Billy Corgan, Sänger der Band Smashing Pumpkins. Die linke Hand und der Arm sind betroffen.
- Kang Yeosang, Mitglied der K-Pop-Gruppe Ateez, ist für sein Feuermal in der Nähe seines linken Auges bekannt.